# Droga wojewódzka 876
Die Droga wojewódzka 876 (DW 876) ist eine 25 Kilometer lange Droga wojewódzka (Woiwodschaftsstraße) in der polnischen Woiwodschaft Masowien, die Chudolipie mit Łoś verbindet. Die Strecke liegt im Powiat Żyrardowski, im Powiat Grodziski und im Powiat Piaseczyński.

## Streckenverlauf
Woiwodschaft Masowien, Powiat Żyrardowski
-  Chudolipie (DK 50)

Woiwodschaft Masowien, Powiat Grodziski
- Lasek
- Piotrkowice

Woiwodschaft Masowien, Powiat Piaseczyński
- Many
- Jeżewice
- Suchodół
- Marianka
-  Tarczyn (DK 7, DW 778)
- Gładków
- Prace Małe
-  Łoś (DW 722)